# Jason Stoltenberg
Jason Stoltenberg (Narrabri, 4 de abril de 1970) é um ex-tenista profissional australiano.